# Svájc a Junior Eurovíziós Dalfesztiválokon
Svájc egyetlen alkalommal vett részt a Junior Eurovíziós Dalfesztiválon.
A svájci műsorsugárzó az SRG SSR idée suisse, amely 1950 óta tagja az Európai Műsorsugárzók Uniójának, és 2004-ben csatlakozott a versenyhez.

## Története

### Évről évre
Svájc eddig egyszer, 2004-ben vett részt a versenyen. Demis Mirarchi Birichino című dala volt az induló, ami mindössze 4 ponttal a tizenhatodik, utolsó előtti helyen végzett. (Habár a 2004-es versenyen 18 ország vett részt, Lengyelország és Lettország viszont holtversenyben végzett az utolsó helyen.) Mind a 4 pontot Máltától kapták.
Svájc a verseny után bejelentette, hogy a Mara e Meo verseny lesz a nemzeti döntő, amelyen kiválasztják a következő évi indulót. Végül az ország nem indult el a 2005-ös versenyen pénzügyi problémák miatt, és azóta nem vettek részt.

### Nyelvhasználat
Svájc egyetlen versenydala teljes egészében olasz nyelven hangzott el.

## Résztvevők
| Év   | Előadó         | Dal       | Magyar fordítás | Helyezés | Pontszám |
| ---- | -------------- | --------- | --------------- | -------- | -------- |
| 2004 | Demis Mirarchi | Birichino | Szemtelen       | 16.      | 4        |
|      |                |           |                 |          |          |

## Szavazástörténet

### 2004
| Hely | Ország             | Pont |
| ---- | ------------------ | ---- |
| 1.   | Spanyolország      | 12   |
| 2.   | Románia            | 10   |
| 3.   | Horvátország       | 8    |
| 4.   | Egyesült Királyság | 7    |
| 5.   | Franciaország      | 6    |
| 6.   | Észak-Macedónia    | 5    |
| 7.   | Belgium            | 4    |
| 8.   | Dánia              | 3    |
| 9.   | Görögország        | 2    |
| 10.  | Ciprus             | 1    |

| Hely | Ország | Pont |
| ---- | ------ | ---- |
| 1.   | Málta  | 4    |

Svájc még sosem adott pontot a következő országoknak: Fehéroroszország, Hollandia, Lengyelország, Lettország, Málta, Norvégia és Svédország
Svájc még sosem kapott pontot a következő országoktól: Belgium, Ciprus, Dánia, az Egyesült Királyság, Észak-Macedónia, Fehéroroszország, Franciaország, Görögország, Hollandia, Horvátország, Lengyelország, Lettország, Málta, Norvégia, Románia, Spanyolország és Svédország

## Háttér
| Év    | Rendező     | Francia kommentátor                              | Német kommentátor                                | Olasz kommentátor                                | Pontbejelentő                                    |
| ----- | ----------- | ------------------------------------------------ | ------------------------------------------------ | ------------------------------------------------ | ------------------------------------------------ |
| 2004  | Lillehammer | Marie-Thérèse Porchet                            | Roman Kilchsperger                               | Claudio Lazzarino és Daniele Rauseo              | Gaia Bertoncini                                  |
| 2005– | 2005–       | Nem vettek részt és nem közvetítették a versenyt | Nem vettek részt és nem közvetítették a versenyt | Nem vettek részt és nem közvetítették a versenyt | Nem vettek részt és nem közvetítették a versenyt |

## Lásd még
- Svájc az Eurovíziós Dalfesztiválokon